# Люксембурзький німецький район
Люксембурзький німецький район (нім. Deutscher Kreis Luxemburg)  — німецький національний район УСРР (згодом УРСР), створений у рамках політики коренізації, з центром у селі Люксембург Український (нині — смт Розівка у Розівському районі Запорізької області), що існував у 1925—1939 роках у складі Маріупольської округи (згодом Дніпропетровської області, ще пізніше Запорізької області).

## Історія
Створений відповідно до постанови ВУЦВК та РНК УСРР «Про зміни в адміністративно-територіальному поділі Донеччини» (30 квітня 1925). До вересня 1930 — у складі Маріупольської округи, з вересня 1930 по лютий 1932 підпорядкований центру, з 9 лютого 1932 — у складі Дніпропетровської області, із січня 1939 — Запорізької області. Національні сільради: Карло-Лібкнехтівська, Урицька, Листвянська, Вишнюватська, Мар'янівська, Люксембурзька, Кузнецовська, Новокраснівська, Республіканська.
Територіально межував із Ново-Златопільським єврейським національним районом.
На момент реорганізації округ щільність населення в районі становила 28,2 особи/км². У 1926 році населення становило 18 791 особу, з них німці — 15 281 особу (81,3 %).
У складі колективних господарств було 17 % господарів району, 2,3 % складали промислові робітники. На 100 осіб дорослого населення припадало 95,1 учнів.
Площа району дорівнювала 713 км². До його складу входили 1 селищна, 9 сільських рад, усього — 62 поселення. На 1 січня 1930 населення становило 20 120 осіб, з них — 2,3 % промислових робітників, 91,3 % селян. Одним із найвищих серед національних районів був рівень письменності населення: письменними були 85 % чоловіків, 81,5 % жінок. Німці становили 81,3 % людності району.
Станом на 15 грудня 1935 року площа району складала 895,8 км², у 2-х селищних та 10-ти сільських радах мешкали 22 035 осіб (відомості на 1 січня 1933 р.).
У лютому 1930 року в районі почалася масова колективізація. До цього часу в колгоспи були об'єднані лише 122 господарства (4,4 % від загального числа селянських дворів району). До кінця березня 1930 року примусом і агітацією вдалося колективізувати 58 % господарств і усуспільнити 61 % площі оброблюваних земель. Були створені 36 колективних об'єднань: 1 комуна, 5 артілей і 30 товариств спільного обробітку землі. В ході колективізації проводилося «розкуркулення» заможних селян, від якого постраждалили 166 господарств. У них були конфісковані: 161 житловий будинок, 1906 га землі, 172 коня, 425 голів великої рогатої худоби, 611 одиниць сільськогосподарського інвентарю. В цей же період за недоїмки були продані майно і житлового будівництва 52 родин. Після оприлюднення постанови ЦК ВКП (б) від 14 березня 1930 року, де критикувалися «перегини», допущені в ході колективізації, почався масовий вихід селян з колгоспів. До жовтня 1930 в них залишалося лише 37 % господарств району. Новий етап колективізації районне керівництво почало взимку 1930—1931 рр. В середині 1931 року до колгоспів загнали вже 2 844 господарства (95,5 % від їх загального числа), а до початку жовтня 1931 року рівень колективізації в районі досяг 96,2 %. Це мало вкрай негативні наслідки для економіки району. Перед вступом в колгоспи багато селян, не бажаючи усуспільнювати худобу, здійснили її масовий забій. В результаті чисельність продуктивної худоби до квітня 1930 року порівняно з 1928 роком зменшилася на 50,3 %, в тому числі корів — на 48,8 %. Внаслідок поганої організації праці в колгоспах поголів'я худоби продовжувало скорочуватися і в наступні роки. Так, тільки за перші 4 місяці 1932 року в колгоспах загинуло 445 робочих коней. Це вело до погіршення якості обробки землі. Значно впала врожайність зернових культур. Справжнім лихом для населення району стали хлібозаготівельні кампанії. Під час хлібозаготівель 1931—1932 рр. так звані «Буксирні» бригади проводили суцільні обшуки, залякували і били колгоспників. Особливо великомасштабний характер такі дії носили в селах Кальчинівка, Новий Керменшик, Мар'янівка та Пробудження. Однак, незважаючи на те, що у селян вилучили все зерно і крупу, план хлібозаготівель влада змогла виконати лише на 79,7 %. Досить жорсткими методами проводилися і хлібозаготівлі 1932—1933 рр. Це призвело до виникнення в районі продовольчої кризи, який переріс в голод, жертвами якого стали десятки людей.
На початку 1937 в районі почалися масові репресії. За неповними даними з січня 1937 по березень 1938 було заарештовано 88 жителів району (73 німця, 10 греків, 3 українці і 2 поляка). Арешти проходили практично в усіх населених пунктах. З 88 заарештованих (57 колгоспників, 3 службовці, 15 робітників, 3 вчителів і 10 інших) до розстрілу було засуджено 74 особи, до 10-річного ув'язнення — 11, 8-річного — 2 і 5-річного — 1. Частина засуджених до ув'язнення в таборах загинула там в період з 1938 по 1945 роки.
Район ліквідований у 1939 році відповідно до постанови ЦК КП(б)У про ліквідацію та реорганізацію національних районів і сільрад (5 березня 1939 р.). Новокраснівська і Республіканська сільські ради передані до складу Володарського району (нині Нікольський район) Сталінської області (нині Донецька область), інші — до Куйбишевського району (нині Більмацький район) Запорізької області.

## Інфраструктура
Загалом у районі працювали 36 початкових, 2 семирічні школи. Викладання велось німецькою мовою у всіх школах, крім трьох, де викладали українською, російською і грецькою мовами.
Також у районі було 10 дитячих майданчиків, 17 бібліотек, 4 сельбуди, клуб, 13 хат-читалень, 3 кіноустановки. Медичне обслуговування населення здійснювали 4 лікарі єдиної лікарні, розрахованої на 20 місць. Бібліотечний фонд налічував близько 5 000 книг, з них лише 300 німецькою мовою.
Районний центр — с. Люксембург (Люксембург Український) — належав до невеликих за мірками Степу селищ: його населення 1930 року сягнуло 1 219 осіб. У ньому діяли семирічка, 4 промислові заклади з 61 працівником. Тут видавалася газета «Голос колективіста» українською мовою.

## Економіка
За рівнем освоєння сільськогосподарських угідь район посідав одне з перших місць у республіці: під засівами перебувало 91,3 % землі, з них 85,1 % становили зернові, 7,1 % — технічні культури (соняшник).
Структура посівів у 1927 році:
- озима пшениця — 16,1 %,
- яра пшениця — 28 %,
- жито — 7 %,
- ячмінь — 25 %,
- просо — 1,1 %,
- овес — 2 %,
- кукурудза — 11,5 %,
- соняшник — 7 %,
- картопля — 1,6 %,
- льон — 0,1 %,

У 1925 році в районі було 2 593 робочих коня, 1 131 віл, 4 331 корова, 4 423 голови молодняку великої рогатої худоби, 8 859 овець і 4374 свині. До 1927 року поголів'я робочих коней збільшилася до 4 440, корів — до 5 163, молодняку — до 5 255, свиней — до 5 219, а волів і овець скоротилося відповідно до 651 і 6752 голів.
З існуючих в 1927 році 3 288 селянських господарств 608 (18,5 %) були безкінними, 254 (7,7 %) — безкорівними, 218 (6,6 %) дворів взагалі не мали ніякої худоби.
З 1925 року для обробки землі в районі почали використовувати трактора. У 1926 році тракторний парк склав 26 машин, які перебували у володінні 26 машинно-тракторних станцій.
Переробна промисловість у 2-й половині 1920-х рр. була представлена 5 паровими млинами з продуктивністю від 500 до 2000 пудів борошна в день. Крім того, в районі були 29 вітряків і 8 маслоробійок. В селищі Люксембург працювала електростанція, що виробляла електричний струм для освітлення приміщень райвиконкому і заїжджого двору.
Соціальний стан у 1926 році:
- бідняки (52 %),
- середняки (45 %)
- заможні (3 %).

Дохід бідняцького господарства становив 280 карбованців на рік, середняцького — 780, заможного — 1425.
Люксембурзький німецький національний район був економічно найпотужнішим серед інших районів Маріупольської округи. Дохідна частина його бюджету в 1927 році становила 143 501 крб., видаткова — 129 283 крб.

## Релігія
Населення району складали послідовники католицизму, лютеранства, православ'я, баптизму і юдаїзму. Віруючих німців в 1926 році налічувалося 7 511 чоловік. 34 % з них були католиками, близько 66 % — лютеранами. Крім того в селі Біловеж в цей період існувала невелика баптистська громада. Всього в районі в другій половині 1920-х рр. налічувалося 13 культових споруд: 4 лютеранських, 5 католицьких, 2 православних, 1 баптистський молитовний будинок і 1 синагога. Службу в них проводили 1 лютеранський пастор, 4 католицьких і один православний священики, а також один рабин. У ряді католицьких колоній діяли нелегальні молодіжні релігійні організації «Діти Марії та Йосипа», а в селі Урицьке — товариство «Брати Ордена».

## Населення
У 1928 році в районі налічувалося 44 населені пункти:
- 40 німецьких,
- 2 українських,
- 1 грецький,
- 1 змішаний.

У них проживало 18 714 осіб, в тому числі:
- німці — 15 284 (81,3 %),
- греки — 1 065 (5,6 %),
- українці — 924 (5 %),
- росіяни — 823 (4,4 %),
- євреї — 606 (3,2 %),
- інші — 12 (0,5 %).

## Сільські ради
- Люксембурзька — німецька,
- Карло-Лібкнехтівська — німецька,
- Республіканська — німецька,
- Вишневатівська — німецька,
- Кузнецівська — німецька,
- Урицька — німецька,
- Мар'янівська — німецька,
- Листвянська — німецька,
- Новокраснівська — німецька,
- Ново-Керменчицька — грецька,
- Розівська — змішана німецько-єврейська.

## Німецькі населені пункти
- Біловеж,
- Бергталь (Республіка),
- Віккерау (Кузнецівка),
- Гейбуден (Сергіївка),
- Гетланд (Мар'янівка),
- Гросс-Вердер (Великий Вердер, Маринівка — у 1968 р. признане неперспективним, будинки знесли, територію розрівняли грейдером),
- Грюнау,
- Дармштадт (Новгород),
- Ейхвальд (Святотроїцьке),
- Елізабетдорф (Красна Поляна),
- Кайзердорф (Пробудження),
- Кальчинівка,
- Кампенау (Мар'янівка),
- Кіршвальд (Вишнювате),
- Клейн-Вердер (Малий Вердер, Катеринопіль, Першотравневе),
- Новокраснівка,
- Кронсдорф (Казенносільськ),
- Луїзенталь (Семенівка),
- Людвігсталь (Карла Лібкнехта, Зоря),
- Марієнфельд (Маринопіль),
- Медівка,
- Мірау (Мирське),
- Ней-Ганнівка (Ганнівка),
- Нейгоф (Новодворівка),
- Ней-Люксембург,
- Ней-Ямбург (Новокраснівка),
- Рейхенберг,
- Розенберг (Розівка),
- Розенгарт,
- Рундевізе (Луганське),
- Тігенгоф (Вільне),
- Тігенорт (Антонівка),
- Тіргартен (Адамівка),
- Шенбаум (Листвянка),
- Шенталь (Новороманівка),
- Шенфельд (Ксенівка).